# Glyphostoma candida
Glyphostoma candida é uma espécie de gastrópode do gênero Glyphostoma, pertencente a família Conidae.